# Helena Ciepła
Helena Ciepła (ur. 5 listopada 1939 w Krotoszynie) – polska prawniczka i nauczycielka akademicka, doktor nauk prawnych, specjalistka w zakresie prawa cywilnego, sędzia Sądu Najwyższego w stanie spoczynku.

## Życiorys
Ukończyła Technikum Finansowe we Wrocławiu oraz studia prawnicze na Uniwersytecie Wrocławskim, w 1979 obroniła na tej samej uczelni pracę doktorską pt. Prawne skutki uwłaszczenia posiadaczy samoistnych i zależnych na podstawie ustawy o uregulowaniu własności gospodarstw rolnych napisaną pod kierunkiem Alfreda Kleina. W drugiej połowie lat 50. podjęła pracę jako sekretarz sądowy w Sądzie Powiatowym w Oleśnicy, od połowy lat 60. orzekała jako asesor i sędzia w tym samym sądzie. W 1975 była sędzią Sądu Wojewódzkiego w Wałbrzychu z siedzibą w Świdnicy, a następnie Sądu Wojewódzkiego we Wrocławiu. W 1983 uzyskała nominację na sędziego Sądu Najwyższego w Izbie Cywilnej, w którym od 1979 orzekała w ramach delegacji. W 2009 przeszła w stan spoczynku.
Związana z Uczelnią Łazarskiego jako pracownik naukowy Katedry Prawa Cywilnego. Wykładała także m.in. na Uniwersytecie Warszawskim.
Jest autorką i współautorką publikacji naukowych z zakresu prawa i postępowania cywilnego oraz prawa rodzinnego i opiekuńczego, w szczególności wznawianych komentarzy do aktów prawnych (w tym do kodeksu postępowania cywilnego, kodeksu rodzinnego i opiekuńczego oraz ustawy o księgach wieczystych i hipotece).

## Odznaczenia
W 2012, za wybitne zasługi dla wymiaru sprawiedliwości, za kształtowanie zasad demokratycznego państwa prawa i kultury prawnej, prezydent Bronisław Komorowski odznaczył ją Krzyżem Komandorskim Orderu Odrodzenia Polski. W 2018 otrzymała Odznakę Honorową za Zasługi dla Ochrony Praw Dziecka.